# 姬他
姬他（1981年7月23日—），男，陕西西安人，中国影视演员。代表作有电视剧《白鹿原》、《沧海丝路》等。

## 家庭
表哥张嘉益。